# 马肠薯蓣
马肠薯蓣（学名：Dioscorea simulans）为薯蓣科薯蓣属的植物，是中国的特有植物。分布于中国大陆的广西、湖南、广东等地，生长于海拔600米的地区，一般生于山坡稀疏灌丛及路边岩石缝中，目前尚未由人工引种栽培。

## 别名
野山薯（广西）